# Finabel
FINABEL (аббревиатура от названий государств France, Italy, Netherlands, Allemagne (Germany), Belgium and Luxembourg — Франция, Италия, Нидерланды, Германия, Бельгия и Люксембург) — организация, содействующая сотрудничеству и взаимосовместимости национальных сухопутных войск государств Европейского Союза. Основана в 1953 г., с 2017 г. FINABEL имеет 22 государства-члена.
Основным видом деятельности FINABEL является проведение исследований, по результатам которых составляются отчеты, договора в отношении характеристик военного оборудования, а также конвенции, стандартизирующие процедуры, методики испытаний и глоссарии для упрощения обмена между государствами-членами. Характерным примером такого рода является соглашение FINABEL от 1997 г. в отношении методики испытаний пневматических шин (FINABEL Agreement No. A.20.A (20.A.5) Pneumatic Combat Tyres).

## Структура

### Комитет начальников штабов сухопутных войск/Командующих сухопутных войск (Army Chiefs of Staff/Land Force Commanders Committee)
Высший исполнительный орган, собирается один раз в год, чтобы подвести итоги работы минувшего года и установить цели на предстоящий год. Председательство в комитете меняется ежегодно.

### Комитет главных военных экспертов (Principal Military Experts Committee)
Состоит в основном из офицеров, отвечающих за доктрины, планирование и исследования в штате сухопутных компонент стран-членов FINABEL. Он собирается два раза в год, чтобы проанализировать директивы начальников штабов и сформулировать их заново.

### Постоянно действующий секретариат (Permanent Secretariat)
Расположен в Брюсселе, единственная постоянная структура, решающая организационные и административные задачи.

### Рабочие группы (Working Groups)
В настоящее время приостановлены.

### Целевые экспертные группы (Expert Task Groups)
Специальная рабочая группа экспертов по предметным вопросам, созданная по требованию государства-члена FINABEL.

## Государства-члены
- Бельгия (1953)
- Франция (1953)
- Италия (1953)
- Нидерланды (1953)
- Люксембург (1953)
- Германия (1956)
- Испания (1990)
- Португалия (1996)
- Греция (1996)
- Польша (2006)
- Словакия (2006)
- Кипр (2008)
- Финляндия (2008)
- Румыния (2008)
- Мальта (2010)
- Чехия (2012)[3]
- Венгрия (2015)[4]
- Швеция (2015)[4]
- Латвия (2016)
- Словения (2016)
- Хорватия (2017)

Европейские оборонные организации

FINABEL стремится, чтобы все страны Европейского Союза стали ее членами.